# Baseball a 2000. évi nyári olimpiai játékokon
A 2000. évi nyári olimpiai játékokon a baseballtornát szeptember 17. és 27. között rendezték meg. A tornán 8 nemzet csapata vett részt.

## Éremtáblázat
(Az egyes számoszlopok legmagasabb értéke vagy értékei vastagítással kiemelve.)
| A 2000. évi nyári olimpiai játékok éremtáblázata baseballban | A 2000. évi nyári olimpiai játékok éremtáblázata baseballban | A 2000. évi nyári olimpiai játékok éremtáblázata baseballban | A 2000. évi nyári olimpiai játékok éremtáblázata baseballban | A 2000. évi nyári olimpiai játékok éremtáblázata baseballban | Olimpia  |
| ------------------------------------------------------------ | ------------------------------------------------------------ | ------------------------------------------------------------ | ------------------------------------------------------------ | ------------------------------------------------------------ | -------- |
|                                                              | Ország                                                       | Arany                                                        | Ezüst                                                        | Bronz                                                        | Összesen |
| 1.                                                           | Egyesült Államok (USA)                                       | 1                                                            | 0                                                            | 0                                                            | 1        |
|                                                              |                                                              |                                                              |                                                              |                                                              |          |
| 2.                                                           | Kuba (CUB)                                                   | 0                                                            | 1                                                            | 0                                                            | 1        |
|                                                              |                                                              |                                                              |                                                              |                                                              |          |
| 3.                                                           | Dél-Korea (KOR)                                              | 0                                                            | 0                                                            | 1                                                            | 1        |
|                                                              |                                                              |                                                              |                                                              |                                                              |          |
| Összesen                                                     | Összesen                                                     | 1                                                            | 1                                                            | 1                                                            | 3        |

## Érmesek
| A 2000. évi nyári olimpiai játékok érmesei baseballban | A 2000. évi nyári olimpiai játékok érmesei baseballban | A 2000. évi nyári olimpiai játékok érmesei baseballban | A 2000. évi nyári olimpiai játékok érmesei baseballban |
| --- | --- | --- | ------------------------------------------------------ |
| Arany | Ezüst | Bronz |                                                        |
| Egyesült Államok (USA) | Kuba (CUB) | Dél-Korea (KOR) |                                                        |
| Brent Abernathy Kurt Ainsworth Pat Borders Sean Burroughs John Cotton Travis Dawkins Adam Everett Ryan Franklin Chris George Shane Heams Marcus Jensen Mike Kinkade Rick Krivda Doug Mientkiewicz Mike Neill Roy Oswalt Jon Rauch Anthony Sanders Bobby Seay Ben Sheets Brad Wilkerson Todd Williams Ernie Young Tim Young | Omar Ajete Yosvany Aragon Miguel Caldés Daniel Castro José Ariel Contreras Yobal Dueñas Yasser Gómez José Ibar Orestes Kindelán Pedro Luis Lazo Omar Linares Oscar Macias Juan Manrique Javier Méndez Rolando Meriño Germán Mesa Antonio Pacheco Ariel Pestano Gabriel Pierre Maels Rodríguez Antonio Scull Luis Ulacia Lazaro Valle Norge Luis Vera | Csang Szongho Csin Philcsung Csong Dehjon Csong Minthe Csong Szugun Hong Szonghun I Pjonggju I Szungho I Szungjop Im Cshangjong Im Szondong Kim Dongdzsu Kim Githe Kim Hanszu Kim Szukjong Kim Thekjun Ku Deszong Pak Csehong Pak Csinman Pak Csongho Pak Kjongvan Pak Szokcsin Szon Minhan Szong Dzsinu |                                                        |

## Lebonyolítás
A 8 résztvevő egy csoportban szerepelt, a csoport végeredményét körmérkőzések döntötték el. Az első négy helyezett jutott tovább az elődöntőbe, ahol az első és a negyedik helyezett, valamint a második és a harmadik helyezett játszott egymással. A két győztes játszotta a döntőt, a vesztesek a bronzéremért mérkőzhettek.

## Csoportkör
| Színmagyarázat                                             |
| ---------------------------------------------------------- |
| A csoportkör első négy helyezettje bejutott az elődöntőbe. |
| A csoportkör utolsó négy helyezettje kiesett.              |

| Csapat                  | M | Gy | V | P+ | P– | Pk  |
| ----------------------- | - | -- | - | -- | -- | --- |
| Kuba                    | 7 | 6  | 1 | 50 | 17 | +33 |
| Egyesült Államok        | 7 | 6  | 1 | 42 | 14 | +28 |
| Dél-Korea               | 7 | 4  | 3 | 40 | 26 | +14 |
| Japán                   | 7 | 4  | 3 | 41 | 23 | +18 |
| Hollandia               | 7 | 3  | 4 | 19 | 29 | –10 |
| Olaszország             | 7 | 2  | 5 | 33 | 43 | –10 |
| Ausztrália              | 7 | 2  | 5 | 30 | 41 | –11 |
| Dél-afrikai Köztársaság | 7 | 1  | 6 | 11 | 73 | –62 |

| 2000. szeptember 17. 11:30 |  | Dél-afrikai Köztársaság | 0–16 | Kuba |  |  |
| 2000. szeptember 17. 11:30 |  |                         |      |      |  |  |

| 2000. szeptember 17. 12:30 |  | Japán | 2–4 | Egyesült Államok |  |  |
| 2000. szeptember 17. 12:30 |  |       |     |                  |  |  |

| 2000. szeptember 17. 18:30 |  | Dél-Korea | 10–2 | Olaszország |  |  |
| 2000. szeptember 17. 18:30 |  |           |      |             |  |  |

| 2000. szeptember 17. 19:30 |  | Hollandia | 6–4 | Ausztrália |  |  |
| 2000. szeptember 17. 19:30 |  |           |     |            |  |  |

| 2000. szeptember 18. 11:30 |  | Olaszország | 5–13 | Kuba |  |  |
| 2000. szeptember 18. 11:30 |  |             |      |      |  |  |

| 2000. szeptember 18. 12:30 |  | Ausztrália | 5–3 | Dél-Korea |  |  |
| 2000. szeptember 18. 12:30 |  |            |     |           |  |  |

| 2000. szeptember 18. 18:30 |  | Dél-afrikai Köztársaság | 1–11 | Egyesült Államok |  |  |
| 2000. szeptember 18. 18:30 |  |                         |      |                  |  |  |

| 2000. szeptember 18. 19:30 |  | Hollandia | 2–10 | Japán |  |  |
| 2000. szeptember 18. 19:30 |  |           |      |       |  |  |

| 2000. szeptember 19. 11:30 |  | Olaszország | 13–0 | Dél-afrikai Köztársaság |  |  |
| 2000. szeptember 19. 11:30 |  |             |      |                         |  |  |

| 2000. szeptember 19. 12:30 |  | Japán | 7–3 | Ausztrália |  |  |
| 2000. szeptember 19. 12:30 |  |       |     |            |  |  |

| 2000. szeptember 19. 18:30 |  | Egyesült Államok | 6–2 | Hollandia |  |  |
| 2000. szeptember 19. 18:30 |  |                  |     |           |  |  |

| 2000. szeptember 19. 19:30 |  | Kuba | 6–5 | Dél-Korea |  |  |
| 2000. szeptember 19. 19:30 |  |      |     |           |  |  |

| 2000. szeptember 20. 11:30 |  | Japán | 6–1 | Olaszország |  |  |
| 2000. szeptember 20. 11:30 |  |       |     |             |  |  |

| 2000. szeptember 20. 12:30 |  | Kuba | 2–4 | Hollandia |  |  |
| 2000. szeptember 20. 12:30 |  |      |     |           |  |  |

| 2000. szeptember 20. 18:30 |  | Ausztrália | 10–4 | Dél-afrikai Köztársaság |  |  |
| 2000. szeptember 20. 18:30 |  |            |      |                         |  |  |

| 2000. szeptember 20. |  | Dél-Korea | 0–4 | Egyesült Államok |  |  |
| 2000. szeptember 20. |  |           |     |                  |  |  |

| 2000. szeptember 22. 11:30 |  | Hollandia | 0–2 | Dél-Korea |  |  |
| 2000. szeptember 22. 11:30 |  |           |     |           |  |  |

| 2000. szeptember 22. 12:30 |  | Ausztrália | 0–1 | Kuba |  |  |
| 2000. szeptember 22. 12:30 |  |            |     |      |  |  |

| 2000. szeptember 22. 18:30 |  | Japán | 8–0 | Dél-afrikai Köztársaság |  |  |
| 2000. szeptember 22. 18:30 |  |       |     |                         |  |  |

| 2000. szeptember 22. 19:30 |  | Olaszország | 2–4 | Egyesült Államok |  |  |
| 2000. szeptember 22. 19:30 |  |             |     |                  |  |  |

| 2000. szeptember 23. 11:30 |  | Dél-afrikai Köztársaság | 3–2 | Hollandia |  |  |
| 2000. szeptember 23. 11:30 |  |                         |     |           |  |  |

| 2000. szeptember 23. 12:30 |  | Dél-Korea | 7–6 | Japán |  |  |
| 2000. szeptember 23. 12:30 |  |           |     |       |  |  |

| 2000. szeptember 23. 18:30 |  | Olaszország | 8–7 | Ausztrália |  |  |
| 2000. szeptember 23. 18:30 |  |             |     |            |  |  |

| 2000. szeptember 23. 19:30 |  | Egyesült Államok | 1–6 | Kuba |  |  |
| 2000. szeptember 23. 19:30 |  |                  |     |      |  |  |

| 2000. szeptember 24. 11:30 |  | Hollandia | 3–2 | Olaszország |  |  |
| 2000. szeptember 24. 11:30 |  |           |     |             |  |  |

| 2000. szeptember 24. 12:30 |  | Dél-afrikai Köztársaság | 3–13 | Dél-Korea |  |  |
| 2000. szeptember 24. 12:30 |  |                         |      |           |  |  |

| 2000. szeptember 24. 18:30 |  | Kuba | 6–2 | Japán |  |  |
| 2000. szeptember 24. 18:30 |  |      |     |       |  |  |

| 2000. szeptember 24. 19:30 |  | Egyesült Államok | 12–1 | Ausztrália |  |  |
| 2000. szeptember 24. 19:30 |  |                  |      |            |  |  |

## Rájátszás
|  |                |                  |                  |                  |   |       |       |       |
|  | Elődöntők      | Elődöntők        | Elődöntők        |                  |   | Döntő | Döntő | Döntő |
|  | Elődöntők      | Elődöntők        | Elődöntők        |                  |   | Döntő | Döntő | Döntő |
|  | szeptember 26. |                  |                  |                  |   |       |       |       |
|  |                |                  |                  |                  |   |       |       |       |
|  | 4              | Japán            | 0                |                  |   |       |       |       |
|  | 4              | Japán            | 0                | szeptember 27.   |   |       |       |       |
|  | 1              | Kuba             | 3                |                  |   |       |       |       |
|  | 1              | Kuba             | 3                |                  |   | Kuba  | Kuba  | 0     |
|  | szeptember 26. |                  |                  |                  |   | Kuba  | Kuba  | 0     |
|  |                |                  | Egyesült Államok | Egyesült Államok | 4 |       |       |       |
|  | 3              | Dél-Korea        | Egyesült Államok | Egyesült Államok | 4 | 2     |       |       |
|  | 3              | Dél-Korea        |                  |                  |   |       |       |       |
|  | 2              | Egyesült Államok | 3                |                  |   |       |       |       |
|  | 2              | Egyesült Államok | 3                | Bronzmérkőzés    |   |       |       |       |
|  |                |                  |                  |                  |   |       |       |       |
|  | szeptember 27. |                  |                  |                  |   |       |       |       |
|  |                |                  |                  |                  |   |       |       |       |
|  | Japán          | Japán            | 1                |                  |   |       |       |       |
|  | Japán          | Japán            | 1                |                  |   |       |       |       |
|  | Dél-Korea      | Dél-Korea        | 3                |                  |   |       |       |       |
|  | Dél-Korea      | Dél-Korea        | 3                |                  |   |       |       |       |

### Elődöntők
| 2000. szeptember 26. 12:30 |  | Japán | 0–3 | Kuba |  |  |
| 2000. szeptember 26. 12:30 |  |       |     |      |  |  |

| 2000. szeptember 26. 19:30 |  | Dél-Korea | 2–3 | Egyesült Államok |  |  |
| 2000. szeptember 26. 19:30 |  |           |     |                  |  |  |

### Bronzmérkőzés
| 2000. szeptember 27. 12:30 |  | Japán | 1–3 | Dél-Korea |  |  |
| 2000. szeptember 27. 12:30 |  |       |     |           |  |  |

### Döntő
| 2000. szeptember 27. 19:30 |  | Egyesült Államok | 4–0 | Kuba |  |  |
| 2000. szeptember 27. 19:30 |  |                  |     |      |  |  |

| A 2000. évi nyári olimpiai játékok baseballtornájának olimpiai bajnoka |
| · EGYESÜLT ÁLLAMOK · 1. cím                                            |
| ---------------------------------------------------------------------- |

## Végeredmény
| Arany | Egyesült Államok (USA)        | 9 | 8 | 1 | 49 | 16 | +33 |  |  |
| Ezüst | Kuba (CUB)                    | 9 | 7 | 2 | 53 | 21 | +32 |  |  |
| Bronz | Dél-Korea (KOR)               | 9 | 5 | 4 | 45 | 30 | +15 |  |  |
| 4.    | Japán (JPN)                   | 9 | 4 | 5 | 42 | 29 | +13 |  |  |
|       |                               |   |   |   |    |    |     |  |  |
| 5.    | Hollandia (NED)               | 7 | 3 | 4 | 19 | 29 | –10 |  |  |
| 6.    | Olaszország (ITA)             | 7 | 2 | 5 | 33 | 43 | –10 |  |  |
| 7.    | Ausztrália (AUS)              | 7 | 2 | 5 | 30 | 41 | –11 |  |  |
| 8.    | Dél-afrikai Köztársaság (RSA) | 7 | 1 | 6 | 11 | 73 | –62 |  |  |